# Multipolaritate
Multipolariatea sau lumea multipolară este starea geopolitică în care există mai multe blocuri geopolitice(poli) cu puteri comparabile aflate în competiție. Multipolaritatea este opusul unipolarității, în care un bloc geopolitic este dominant în lume, neexistând niciun competitor de ajuns de puternic. La mijloc se află bipolaritatea, care uneori este considerata parte din multipolaritate, în care există 2 poli opuși, cum a fost cazul în timpul războiului rece.

## Context geopolitic
După prăbușirea Uniunii Sovietice și în consecință sfârșitul războiului rece ordinea mondială putea fi descrisă fidel ca unipolară, neexistând niciun stat care să conteste dominația Statelor Unite și aliaților săi, care jucau rolul de polițiști mondiali, exemplificat de intervențiile NATO în Iugoslavia și apoi intervențiile SUA în Orientul Mijlociu. Americanii au proclamat sfârșitul istoriei și dominația globală a ordinii liberale, care era considerată „cea mai avansată formă de organizare socială”.
În ultimul timp, emergența unor noi superputeri precum China și India și reconsolidarea Rusiei dominația unipolară a occidentului se șubrezește, puterea SUA și aliaților raportă la restul lumii scăzând, astfel ordinea mondială devenind din ce în ce mai multipolară. SUA vor, ca orice stat, să-și mențină poziția de dominație, ceea ce se manifestă în agresivitate crescută față  de competitorii geopolitici, unii proclamând începutul unui nou război rece. Tensiunile dintre SUA și China sunt în continuă creștere, SUA întocmind planuri militare de război cu China și militarizând intens Oceanul Pacific având o strategie militară de „încercuire” a Chinei.

### Războiul din Ucraina
Războiul din Ucraina este un eveniment geopolitic important în care se manifestă atitudinile diferite. Rusia și statele aliate folosesc multipolaritatea ca un argument pentru război. Din perspectiva Rusiei, SUA și occidentul se comportă ca hegemonii unilaterali ai lumii, fără niciun drept, ci doar își urmăresc interesul, deci acțiunile Rusiei în Ucraina sunt justificate întrucât conflictul e văzut ca unul între Rusia și vest. După prăbușirea URSS-ului în Rusia a apărut conceptul de lume rusească(rus: Russkiy mir) care este o civilizație diferită de cea vestică, cu propriile tradiții și valori. Lumea rusească este o alternativă la lumea vestică, deoarece ele sunt definite în opoziție. Ideea unei lumi ruse este folosită pentru a răspândi influență în statele post-sovietice și Europa de est, unde sunt prezente elemente culturale ruse și vorbitori de rusă. De asemenea e exploatată și nostalgia pentru perioada socialistă, care este prevalentă în rândul oamenilor care au trăit atunci din cauza problemelor cauzate de capitalism.
În contrast SUA au o atitudine unipolară, discursul geopolitic american axându-se pe drept internațional, valori universale, cerând întregii lumi să ia partea Ucrainei, sancționând Rusia pentru a o izola, însă Rusia se bucura de o relativă susținere din partea sudului global. Nu toți americanii susțin acest tip de politică externa, unii politicieni conservatori și teoreticieni geopolitici, cerând limitarea sau chiar încetarea intervenției în războiul din Ucraina argumentând că aceasta slăbește hegemonia americană, aducând Rusia și China mai aproape una de cealaltă.